# Eugène Godebœuf
Antoine Isidore Eugène Godebœuf né le 31 juillet 1809 à Compiègne et mort le 15 mai 1879 à Paris est un architecte français.

## Biographie
Eugène Godebœuf est le fils d'Antoine Godebœuf (1769-1833), garde de la forêt de Compiègne, et de Scolastique Colson (1772-1837). 
Il commence son enseignement auprès de l'architecte du palais de Compiègne, puis entre aux Beaux-Arts de Paris en 1829 dans l'atelier d'Abel Blouet puis dans celui d'Achille Leclère. En 1836, il obtient le second grand prix d'architecture.
Le 31 mai 1860, il est nommé architecte divisionnaire des travaux de la Ville de Paris pour les 15e et 16e arrondissements, dont il réalise la mairie. En 1861, il est également nommé architecte de l'hôtel de Beauvau, qui héberge le ministère de l'Intérieur, avec Jean-Baptiste Pigny.
Il est inhumé au cimetière de Montmartre 12e division avec ses parents.

## Œuvres
- École du 8e arrondissements de Paris.
- Mairie du 16e arrondissement de Paris[1].
- Église luthérienne de la Résurrection, Paris.
- Hôtel pour ouvriers célibataires, rue Rondelet, Paris 12e[2].
- Travaux au château de Chamarande (Essonne).

## Distinction et hommage
- Chevalier de la Légion d'honneur, 1858[3]
- En 1880 est créé un prix de l'École des beaux-arts de Paris, portant le nom de prix Godeboeuf. Il récompense une étude d'élément décoratif[4].